# Phylloxera foveola
Phylloxera foveola är en insektsart som beskrevs av Theodore Pergande 1904. Phylloxera foveola ingår i släktet Phylloxera och familjen dvärgbladlöss. Inga underarter finns listade i Catalogue of Life.